# Fakulta informatiky a statistiky Vysoké školy ekonomické
Fakulta informatiky a statistiky (FIS, F4) je jedna z 6 fakult Vysoké školy ekonomické v Praze (VŠE). V roce 1991 vznikla fakulta informatiky a statistiky, která navázala na Fakultu řízení. O její vznik se významně zasloužil její první děkan prof. Jiří Likeš. V současné době fakulta zastřešuje katedry a studijní obory zabývající se problematikou informatiky, statistiky a ekonometrickými a dalšími matematickými metodami aplikovanými do hospodářské praxe. Výuka těchto oborů se postupně rozvíjela na VŠE již od konce 50. let. Fakulta umožňuje studovat ve všech formách studia, tedy v prezenční, distanční i kombinované formě studia. Na fakultě se nachází celkem osm kateder, které se podílejí na odborné profilaci studentů v bakalářském a následném navazujícím magisterském (inženýrském) studiu. Je zde možno také absolvovat doktorské studijní programy (Ph.D.).

## Studium
Nevyučují se zde čistě teoreticky zaměřené programy; studentům fakulty se dostává nejenom odborného základu v daném oboru, ale díky provázanosti studijních programů a výuce celoškolských předmětů si absolventi odnášejí i základy z ekonomických oborů.

### Bakalářské programy
Studium bakalářských programů trvá 3-3,5 roku, je zakončeno obhajobou bakalářské práce a státní zkouškou z programu. Po absolvování lze pokračovat v navazujícím magisterském studiu.
Seznam programů:
- Aplikovaná informatika
- Data Analytics
- Informační média a služby
- Matematické metody v ekonomii
- Multimédia v ekonomické praxi

### Navazující magisterské programy
V navazujících magisterských programech nejenom studují absolventi bakalářských programů fakulty, ale i studenti z jiných fakult VŠE a jiných vysokých škol. Studium těchto oborů poskytuje teoretické i praktické znalosti. Standardní délka studia je dva roky.

#### Hlavní specializace
- Data a analytika pro business
- Ekonometrie a operační výzkum
- Ekonomická demografie
- Informační management
- Informační systémy a technologie
- Kognitivní informatika
- Podniková informatika (distanční forma)
- Statistika
- Znalostní a webové technologie

Programy v angličtině (placené)
- Economic Data Analysis
- Information Systems Management

#### Vedlejší specializace
- Analýzy sociálně ekonomických dat
- Datové inženýrství
- Ekonometrie
- Informatika v podnikání
- Inteligentní systémy
- Komunikace, interpretace, multimédia (pro distanční studium)
- Kvantitativní analýza
- Kvantitativní metody v managementu
- Multimediální komunikace
- Pojistné inženýrství
- Prezentace a komunikace informací
- Řízení kvality softwaru
- Řízení podnikové výkonnosti
- Security Management

### Doktorské programy
Doktorské studium je zajišťováno jednotlivými katedrami. Standardní délka interního doktorandského studia jsou 4 roky.
Seznam programů:
- Ekonometrie a operační výzkum
- Informatika
- Statistika

## Katedry
| Název                                          | Zkratka | Vedoucí                           | Web                |
| ---------------------------------------------- | ------- | --------------------------------- | ------------------ |
| Katedra demografie                             | KDEM    | doc. Ing. Jitka Langhamrová, CSc. | kdem.vse.cz        |
| Katedra ekonometrie                            | KEKO    | prof. Ing. Josef Jablonský, CSc.  | ekonometrie.vse.cz |
| Katedra ekonomické statistiky                  | KEST    | Ing. Petr Mazouch, Ph.D.          | kest.vse.cz        |
| Katedra informačního a znalostního inženýrství | KIZI    | doc. Ing. Vilém Sklenák, CSc.     | kizi.vse.cz        |
| Katedra informačních technologií               | KIT     | doc. Ing. Ota Novotný, Ph.D.      | kit.vse.cz         |
| Katedra matematiky                             | KMAT    | prof. RNDr. Jindřich Klůfa, CSc.  | kmat.vse.cz        |
| Katedra statistiky a pravděpodobnosti          | KSTP    | prof. RNDr. Luboš Marek, CSc.     | kstp.vse.cz        |
| Katedra systémové analýzy                      | KSA     | prof. Ing. Petr Doucek, CSc.      | ksa.vse.cz         |
| Katedra multimédií                             | KME     | Ing. Zdeněk Vondra, Ph.D.         | kme.vse.cz         |

## Vědecká činnost
Fakulta pořádá řadu vědeckých konferencí a má svůj výzkumný program. Mezi významnou vědeckou činnost patří příspěvek Katedry informačního a znalostního inženýrství k data miningu. K nejvýznamnějším projektům patří projekt SEWEBAR zaměřený na sémantickou analýzu a reportování v dataminingu.[zdroj⁠?!]